# Louis-Joseph Gaultier de La Vérendrye
Louis-Joseph Gaultier de La Vérendrye (* 9. November 1717 auf Île aux Vaches, Lac Saint-Pierre, Québec; † 15. November 1761 bei der Kap-Breton-Insel) war ein frankokanadischer Entdecker und Pelzhändler.

## Biografie

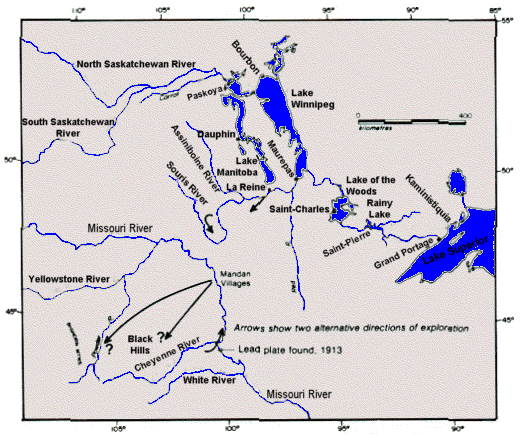
Karte der Entdeckungsreisen der Familie de La Vérendrye

Louis-Josephs Vater, der Entdecker und Pelzhändler Pierre Gaultier de Varennes, ließ ihn in Mathematik und Kartografie unterrichten. 1735 verließ er mit seinen Brüdern und seinem Vater Montréal in Richtung Westen. Sie überwinterten im Fort Saint Charles am Lake of the Woods. Im Herbst 1736 schickte sein Vater ihn zum Red River of the North um das dortige Fort Maurepas neu aufbauen zu lassen. Im darauffolgenden März traf sein Vater beim Fort ein um ihm bei einer Konferenz mit den Assiniboine und Cree-Indianern beizuwohnen. Danach begab er sich auf eine kurze Reise zum Winnipegsee und kehrte wieder zum Fort zurück. 1738 erreichten Louis-Joseph und sein Vater den Missouri River und trafen auf Dörfer der Mandan im heutigen North Dakota. Dies war der erste europäische Kontakt mit diesem Volk. Danach reisten sie zum Fort La Reine im heutigen Portage la Prairie. 1739 schickte ihn sein Vater auf Entdeckungsreisen ins Gebiet westlich des Winnipegsee. 1740 übernahm er das Kommando über Fort Saint Charles. Er verbrachte den Winter 1741 bis 1742 im Fort La Reine.
Am 29. April 1742 begaben sich Louis-Joseph und sein Bruder François auf eine Reise zum Territorium der Mandan. Im Juli begab er sich in Begleitung von indianischen Fremdenführern weiter in Richtung Westsüdwest. Auf seiner Reise traf er mehrere indianische Völker, darunter die Absarokee, die Cheyenne und die Kiowa. Am 1. Januar 1743 kamen Louis-Joseph und seine Gruppe in Sichtweite eines Gebirges, bei dem es sich entweder um die Black Hills oder die Bighorn Mountains gehandelt haben könnte. Die Mitglieder von Louis-Josephs Expedition könnten damit die ersten Europäer sein, die Montana und Wyoming betreten und die Rocky Mountains gesehen haben. Ende Februar 1743 vergrub Louis-Joseph eine Bleiplatte in der Nähe von Fort Pierre im heutigen Stanley County um das Gebiet für die französische Krone zu beanspruchen. Diese Platte wurde am 16. Februar 1913 gefunden und befindet sich heute im Besitz des Geschichtsvereins South Dakota State Historical Society. Am 2. Juli kam Louis-Josephs Expedition wieder im Fort La Reine an. Die auf diesen Reisen getätigten Entdeckungen trugen erheblich zum geografischen Verständnis der Central Great Plains zu dieser Zeit bei, sicherten den Franzosen die Loyalität der indianischen Stämme, und ebneten den Weg für weitere französische und später britische Expeditionen in diesem Gebiet.
1747 schickte der damalige Gouverneur Neufrankreichs Charles de la Boische Louis-Joseph und seinen Bruder Pierre auf Reisen um den Pelzhandel mit den Indianern bei den westlichen Kolonien zu verbessern. Unter Louis-Josephs Leitung stießen die französischen Händler schnell in das Gebiet vor, das die Hudson’s Bay Company bis dahin allein für sich beansprucht hatte.
1757 kehrte er nach Québec zurück. 1758 beteiligte er sich an einer Expedition ins Gebiet der Mohawk. Nachdem die Mitglieder der Familie Vérendrye aus politischen Gründen durch den Intendanten François Bigot aus wichtigen Posten im westlichen Teil der französischen Kolonien entfernt wurden, begann Louis-Joseph wieder als Pelzhändler zu arbeiten. Im Zuge des Siebenjährigen Kriegs transportierte Louis-Joseph im Jahr 1759 Indianer vom Fort Michilimackinac nach Montreal um sie gegen die Briten und deren Verbündete beim Lake Champlain kämpfen zu lassen. Am 15. Oktober 1761 begab er sich auf eine Reise nach Frankreich. Am 15. November wurde sein Schiff bei einem Sturm in der Nähe der Kap-Breton-Insel zerstört. Louis-Joseph und seine Besatzung sind seitdem verschollen.